# Rodrigo Moreno Piazzoli
Pas d'image ? Cliquez ici
Rodrigo Javier Moreno Piazzoli, né le 16 novembre 1977 à Copiapó, est un pilote chilien de rallye-raid en catégories auto et SSV.

## Palmarès

### Résultats au Rallye Dakar
| Année | Catégorie | Marque   | Position | Victoires d'étapes |
| ----- | --------- | -------- | -------- | ------------------ |
| 2014  | auto      |          | 29e      | -                  |
| 2015  | auto      | Mercedes | 20e      | -                  |
| 2016  | auto      | Foton    | 42e      | -                  |
| 2019  | SSV       | Can-Am   | 5e       | 1                  |

### Autres
- Dakar Series 2014 : 2e du Desafio Inca (Pérou) et 4e du Desafío Ruta 40 (Argentine)
- 2018 : Vainqueur de Campeonato de Chile de Rally Cross Country (T3-UTV)
- 2018 : Vainqueur de Rally de Tarapacá (T3-UTV)